# Heterodonax pacificus
Heterodonax pacificus är en musselart som först beskrevs av Conrad 1837.  Heterodonax pacificus ingår i släktet Heterodonax och familjen Psammobiidae. Inga underarter finns listade i Catalogue of Life.